# Шишковы
Шишко́вы — древний русский дворянский род, из Тверских бояр.
Род внесён в Бархатную книгу в главу Бороздины (09 июня 1688), которые не хотели признавать в них однородцев.
Род записан в VI часть родословных книг губерний Тульской, Рязанской и Московской, в VI части родословной книги Тверской и Оренбургской губерний.
Однородцами Шишковых являются: Бороздины, Пусторослевы, Кашинцовы, Челеевы, Ошурковы, Колединские, Машуткины, Житовы, Борисовы, Борисовы-Бороздины.

## Происхождение и история рода
Род берёт своё начало от Микулы (Николая) Васильевича по прозванию Шишко, правнука Юрия Лозинича, который прибыл из Новгорода на службу к великому князю Тверскому Ивану Михайловичу (? — 1425). Тверитин Михаил Васильевич Шишков погиб (14.07.1500) в битве на Ведроше и записан в синодик Успенского Кремлёвского собора. Из потомков - Григорий Иванович был воеводой в Красноярске (1681—1686). Брат Григория Семен убит под Чигирином (1678). Девять человек Шишковых были стольниками при Петре Первом.

## Описание гербов

#### Герб. Часть III. № 75.
Герб рода Шишковых: на щите, имеющем красное поле между двух золотых лун рогами обращённых к бокам щита, изображён золотой меч с переломленным эфесом, обращённый остроконечием вниз (изм. польский герб Остоя). Щит увенчан обыкновенным дворянским шлемом с дворянской короной и тремя страусовыми перьями. Намёт на щите красный, подложенный золотом. Принадлежал он Тверской ветви дворян, внесённых в дворянскую родословную книгу в 6-ю часть древнего дворянства.

#### Герб. Часть X. № 25.
Герб потомка Микулы Васильевича: В щите, имеющем голубое поле, изображена серебряная шпага с золотым эфесом, обращённым остроконечием вниз, а по сторонам её две серебряные луны, обращённые рогами одна к другой. Щит увенчан дворянским шлемом и короной с тремя страусовыми перьями. Намёт на щите голубой, подложенный серебром (польский герб "Остоя").

## Представители рода
- Шишкин Герасим Кузьмич — воевода в Угличе (1652).
- Шишков Иван Акинфеевич — воевода в Старой-Русе (1662), московский дворянин (1676).
- Шишков Григорий Иванович — стольник, воевода в Красноярске (1683—1686).
- Шишковы: Никита Семёнович и Иван Афанасьевич — стольники царицы Прасковьи Фёдоровны (1686—1692).
- Шишков Василий Васильевич — стольник царицы Прасковьи Фёдоровны (1686), стольник (1687—1692).
- Шишковы: Фёдор и Иван Григорьевичи — стольники царицы Евдокии Фёдоровны (1692).
- Шишковы: Фёдор Андреевич, Нефедий и Мефодий Григорьевичи, Михаил, Ларион и Иван Семёновичи, Семён и Иван Степановичи, Герасим Замятин, Никита и Александр Ивановичи, Никита, Михаил и Акинфей Богдановичи — московские дворяне (1658—1693).
- Шишковы: Яков Семёнович, Степан Григорьевич, Никофор и Пётр Яковлевичи, Михаил Андреянович, Иван Лаврентьевич, Венедикт Герасимович, Савва, Иван и Василий Михайловичи, Василий Дмитриевич, Яков, Карп и Афанасий Ивановичи — стряпчие (1660—1692).
- Шишковы: Иван Ларионович, Лаврентий, Семён, Ларион и Григорий Ивановичи, Иван и Афанасий Герасимовичи, Марк и Антип Васильевичи — стольники (1687—1692)[9][10].
- Шишков, Александр Семёнович (1754—1841) — вице-адмирал, министр Народного Просвещения, образование получил в Морском кадетском корпусе. А. С. Пушкин адресовал ему строки в стихотворении «Второе послание к цензору» (1824). В 1798 оказался в опале и был удалён от двора, однако, был произведён в вице-адмиралы, пожалован орденом Святой Анны I степени и назначен членом адмиралтейской коллегии.
- Шишков, Дмитрий Семёнович (1761—1820) — действительный статский советник, генерал-майор, губернатор Рязанской и Тамбовской губерний.
- Шишков, Николай Антонович — полковник; кавалер ордена Святого Георгия IV класса (№ 1092; 26.11.1794).
- Шишков, Михаил Антонович — действительный статский советник, тобольский гражданский губернатор (1809—1810).
- Шишков, Александр Ардалионович (1799—1832), поэт, но литературе известен, главным образом, как переводчик. Воспитывался в доме у своего дяди, адмирала Александра Семёновича Шишкова. Отец — Ардалион Семёнович Шишков (ум. 1813), мать — Софья Александровна Хвостова (р. 1779). Поэт в лицейские годы дружил с А. С. Пушкиным. Подозревался в принадлежности к тайному обществу.
- Шишков, Пётр Герасимович — потомственный дворянин Тамбовской губернии, племянник министра Народного Просвещения А. С. Шишкова, а мать, урождённая Болотова, дочь известного писателя Андрея Тимофеевича Болотова.
- Шишков, Николай Петрович  (1793—1869) — сын Шишкова П. Г., писатель по сахароварению и сельскому хозяйству, член многих русских и иностранных ученых и других сельскохозяйственных обществ. 12.02.1858 награждён бриллиантовым перстнем от Александра II за труды по Л. О. С. X., 10.11.1851 дана грамота от принца Ольденбургского, как председателя Вольного Экономического Общества, за разнообразную деятельность по земледелию.
- Шишков — поручик 42-го егерьского полка, погиб в Бородинском сражении (24—26 августа 1812), его имя занесено на стену храма Христа Спасителя[8].
- Полторацкая, Агафоклея Александровна, в девичестве Шишкова (1737—1822) - из тверских Шишковых, предпринимательница и откупщица, хозяйка имений Грузины и Оккервиль. Начав с небольшого хозяйства, сумела составить крупное состояние в 4000 душ, распоряжаясь всем огромным хозяйством самостоятельно через старост. От её брака с Марком Полторацким начался дворянский род Полторацких. В браке родила 22 ребёнка.

### Известные места
- Село Ерново Зарайского уезда Рязанской губернии — имение Дмитрий Семёновича Шишкова